# Psaphida resumens
Psaphida resumens là một loài bướm đêm trong họ Noctuidae.